# Saale (Schiff, 1886)
Die Saale war ein Schnelldampfer der Flüsse-Klasse des Norddeutschen Lloyd, der auf Atlantik-Passagierdienst auf dem Atlantischen Ozean verkehrte und zwischen 1886 und 1900 Passagiere, Fracht und Post von Bremen nach New York beförderte.
Am 30. Juni 1900 brannte die Saale im Hafen von Hoboken im US-Bundesstaat New Jersey während eines Großbrands aus, bei dem noch drei andere Schiffe des Lloyds in Mitleidenschaft gezogen wurden und zwischen 200 und 400 Menschen starben (die Quellen gehen auseinander). Allein auf der Saale kamen 99 Passagiere und Besatzungsmitglieder um, weil sie sich nicht durch die dafür zu kleinen Bullaugen ziehen konnten. Es handelte sich um das größte Unglück der Reederei seit dem Untergang der Elbe im Ärmelkanal 1895 (332 Tote) und dem der Salier vor Nordspanien 1896 (279 Tote).
Später wurde das Schiff geborgen und an die Vereinigten Staaten als Frachter verkauft, insgesamt drei Mal umbenannt und schließlich 1924 in Italien abgewrackt.

## Beim Norddeutschen Lloyd
Das Dampfschiff Saale wurde 1886 in der renommierten Werft Fairfield Shipbuilding and Engineering Company im Glasgower Stadtteil Govan auf dem Fluss Clyde gebaut. Nach dem Stapellauf am 21. April 1886 wurde es im Juli desselben Jahres fertiggestellt und lief am 18. August zu seiner Jungfernfahrt aus. Das Schiff wurde vorrangig auf der Route Bremen–Southampton–New York eingesetzt.
Das 5381 BRT große Schiff konnte insgesamt 1240 Passagiere (150 Erste Klasse, 90 Zweite Klasse, 1000 Dritte Klasse) aufnehmen und war hauptsächlich für die Beförderung europäischer Auswanderer ausgelegt.
Die Dreifachexpansionsdampfmaschinen der Saale, die bis zu 8000 PS erreichten, waren die größten, die bis dahin auf einem Schiff eingebaut wurden. Durch wasserdichte Eisen- und Stahlschotts war der Rumpf in neun Abteilungen aufgeteilt. An 26 Stellen an Bord waren Feuerlöschschläuche angebracht.

## Der Brand in Hoboken
Am Samstagnachmittag, dem 30. Juni 1900 kam es im Hafen von Hoboken im US-Bundesstaat New Jersey zu einem Großbrand, bei dem vier Ozeandampfer des Norddeutschen Lloyd, mehrere Lagerhallen und die kompletten Anlegeplätze zwischen der zweiten und vierten Straße entweder beschädigt oder komplett zerstört wurden. Hunderte Menschen starben.

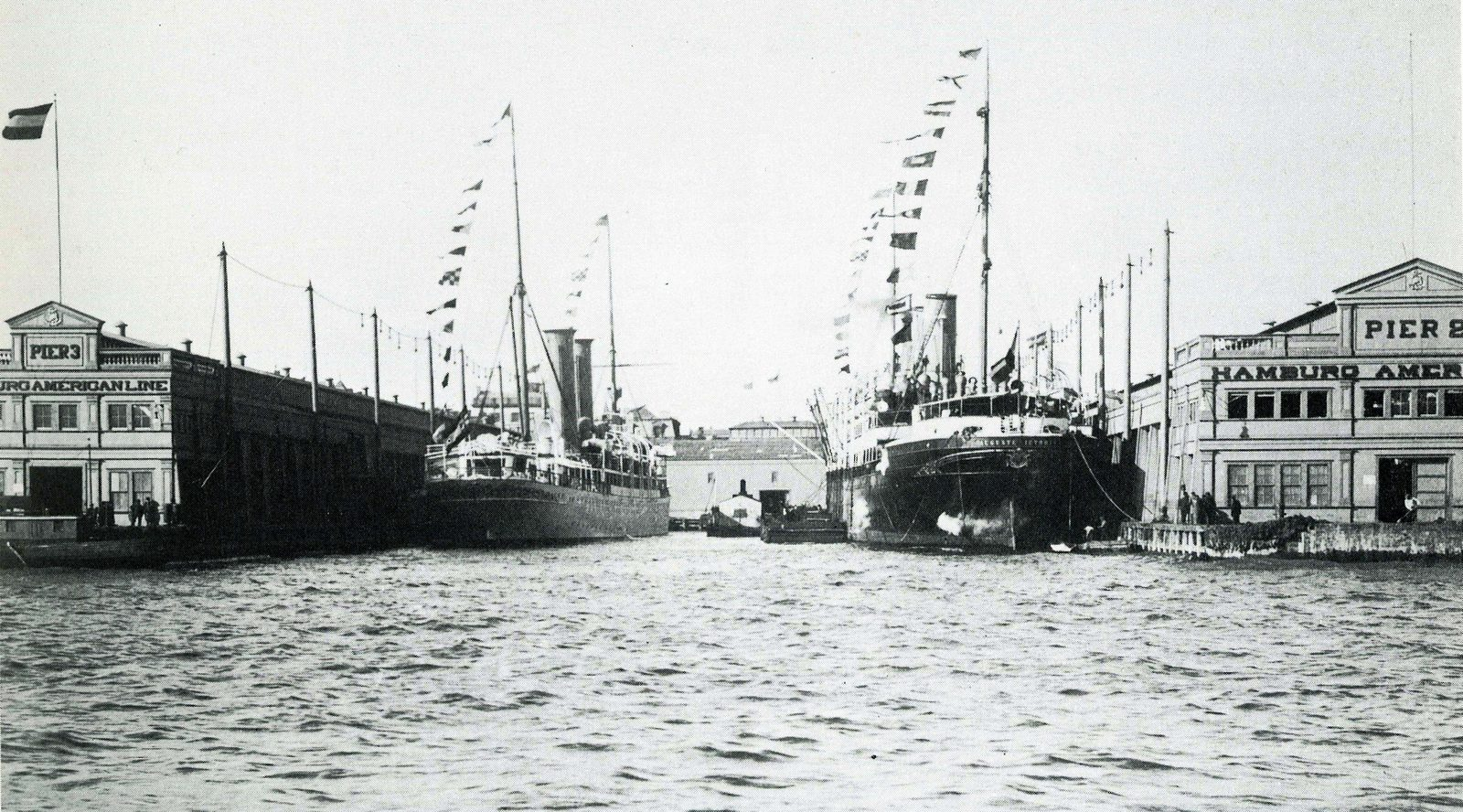
Die HAPAG-Piers in Hoboken (um 1900).

Aus ungeklärten Gründen geriet ein Stapel Baumwollballen auf dem Pier 3 in Brand. Das Feuer wurde erstmals um 15.55 Uhr an Pier 3 von dem Wachmann William Northmaid gesichtet, der es umgehend der Feuerwehr von Hoboken meldete, welche sich nur zwei Blocks entfernt befand. Die Flammen gingen sofort auf nahebei stehende Fässer mit Öl, Terpentin und Whisky über, die umgehend zu brennen begannen und explodierten. Das Feuer breitete sich vom starken Wind angefacht rasend schnell auf die benachbarten Piers 2 und 1 aus. Innerhalb von neun Minuten brannten alle Holzgebäude auf dem Gelände lichterloh. Die Ausmaße und die Gewalt des Feuers waren so groß, dass Teile der angrenzenden Landungsbrücke der HAPAG eingerissen wurden, um das weitere Ausbreiten der Flammen zu vermeiden. Die immensen Rauchwolken verdunkelten teilweise den Himmel über Hoboken und dem benachbarten New York. Erst um 21.30 Uhr abends hatten Feuerwehr und Polizei das Feuer unter Kontrolle.
An den Landungsstegen des Norddeutschen Lloyd lagen neben der Saale von Süden nach Norden die Bremen (Bj. 1897), die Kaiser Wilhelm der Große (Bj. 1897) und die noch neue Main (Bj. 1900). Im gleichen Hafenbecken wie die Saale hatte noch kurz zuvor die Aller (Bj. 1886) gelegen, die aber um 11.00 Uhr mittags am Tag des Unglücks nach Neapel ausgelaufen war. Pier 1, das erst 1897 gebaut worden war, war das einzige mit einem Stahlrahmen, alle anderen waren aus Holz erbaut.
Sofort wurde alles unternommen, um die Schiffe in das Hafenbecken und weg vom Feuer zu ziehen. Doch nur die Kaiser Wilhelm der Große konnte genügend schnell durch Schlepper vom Pier weggezogen werden, so dass sie nur mit kleineren Schäden und ohne Verlust von Menschenleben dem Gefahrenbereich entkommen konnte.

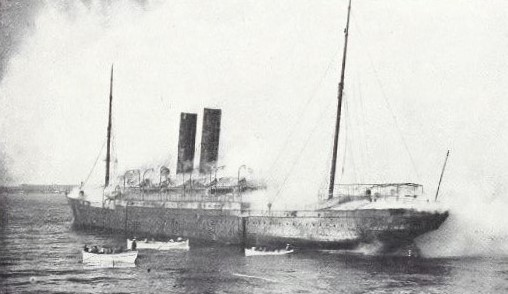
Die brennende Saale in Hoboken am 30. Juni 1900 (Foto von S. H. Horgan).

Die Saale sollte am folgenden Morgen nach Southampton auslaufen und hatte bereits eine größere Anzahl von Menschen an Bord. Sie stand nach kurzer Zeit in Brand. Die Leinen wurden losgeschnitten, sodass das Schiff auf den Hudson River hinaustrieb. Nachdem das Schiff bis in die Upper New York Bay trieb wurde es von Schleppern zu einer Sandbank bei den Communipaw Flats  gezogen, wo es komplett ausbrannte und auf die Sandbank absank. Die Menschen, die sich an Deck befanden, konnten sich mit einem Sprung in den Hudson River retten, wobei jedoch einige ertranken. Diejenigen, die unter Deck in ihren Kabinen waren, hatten keine Chance. Die Bullaugen der Saale waren nicht groß genug, als dass ein Mensch durchpassen konnte. Viele erstickten im Rauch oder verbrannten in den Flammen. Viele Augenzeugen berichteten hinterher, dass an zahlreichen Bullaugen des Schiffs das Gesicht eines Mannes oder einer Frau zu sehen gewesen war. Nachdem das Schiff wieder schwimmfähig gemacht wurde, mussten die verkohlten Überreste von 99 Menschen aus dem Rumpf geborgen werden. Auch der Kapitän der Saale, August Johann Mirow (* 21. Oktober 1854 in Lenthe), war unter den Todesopfern.
Die Bremen, auf der gerade etwa hundert Besucher durch das Schiff geführt wurden, stand nach kurzer Zeit ebenfalls in Vollbrand. Zudem wurde sie von einer Explosion erschüttert. Ihre Leinen konnten aber gelöst werden, sodass sie brennend in den Hudson River hinaustrieb. Der Wind erfasst das Schiff und trieb es gegen das Ufer von Manhattan, so dass Teile eines Piers in Brand gerieten, bevor sie von Schleppern zu den Wheehawken Flats verbracht wurde, wo sie auf der Seite liegend in den Schlamm des Flussbettes einsank.
Die Main, die etwa 150 Menschen an Bord hatte, ging noch an der Pier in Flammen auf weil sich die Leinen nicht lösen ließen. Sie wurde nach dem Brand zu den Wheehawken Flats  verbracht, wo bereits die Bremen lag. Das Feuer auf den beiden Schiffen konnte endlich gelöscht werden.
Viele Menschen, die von den Schiffen ins Wasser sprangen, wurden von Schleppern und Barkassen gerettet. Allein der Schlepper Nettie Tice nahm 104 Personen von der Bremen auf.

## Ursache, Schäden, Folgen
Die Ursache des Brands konnte nie ermittelt werden. Da es sich um einen heißen, trockenen Sommertag gehandelt hatte, dem viele niederschlaglose Wochen vorangegangen waren, hielten viele eine spontane Selbstentzündung der in großer Menge auf der Pier aufgestapelten Baumwolle für wahrscheinlich. Auch die Theorie einer achtlos weg geworfenen Zigarette kam auf. Weiterhin wurde Brandstiftung nicht ausgeschlossen, aber es konnte nie etwas bewiesen werden.
Vier Dampfer brannten ab, drei weitere wurden schwer beschädigt. Daneben wurden insgesamt 27 Schlepper, Fähren, Barkassen und andere kleinere Schiffen im Hafen von Hoboken beschädigt oder zerstört. Drei Anlegestellen des Norddeutschen Lloyd fielen dem Feuer ebenso zum Opfer wie eine Pier der dänischen Thingvalla-Linie, die nördlich an die des Norddeutschen Lloyd angegrenzte. Bahnschienen, Fahrzeuge und Lagerhäuser wie das für 1,5 Millionen US-Dollar erbaute Campbell’s Stores oder das Hoboken Warehouse brannten zum Teil komplett ab. Selbst New York City war betroffen, da die in Flammen stehende Bremen zur anderen Seite des Hudson River gedriftet war und dort Pier 18 in Brand gesteckt hatte.
Die exakte Zahl der Toten konnte nie genau festgestellt werden, da viele Opfer bis zur Unkenntlichkeit verbrannten und andere nie gefunden werden konnten. In den unterschiedlichen Quellen und Berichten reichen die Zahlen der Opfer von 173 bis zu 400. Betroffen waren Besatzungsmitglieder, Passagiere, Besucher und Hafenarbeiter gleichermaßen. Dutzende Verletzte wurden in die Krankenhäuser von Hoboken gebracht. Der Sachschaden lag unterschiedlichen Quellen zufolge zwischen fünf und zehn Millionen US-Dollar.
Auf dem Flower Hill Cemetery in der nahen Stadt Union City wurde ein großer Teil der Opfer der Tragödie im Rahmen einer großen Trauerfeier in einem Massengrab beigesetzt. Daran nahmen der Polizeichef von Hoboken Charles A. Donovan, Bürgermeister Lawrence Fagan, der deutsche Vize-Konsul, Repräsentanten des Norddeutschen Lloyd, 20 Überlebende der Saale sowie die Kapitäne der Main und der Bremen teil. Die Trauerprozession führte an der Unglücksstelle vorbei. Der Erzdiakon von Jersey City, Rev. Dr. William R. Jenvey, hielt den Trauergottesdienst ab.
In den Tagen nach dem Brand, der einen großen nachhaltigen Eindruck hinterließ und eines der größten Unglücke in der Geschichte der Stadt Hoboken war, waren die landesweiten Zeitungen voll mit Schlagzeilen, Artikeln, Skizzen und Fotos des Unglücks. Eine Folge der Katastrophe war, dass die Bullaugen von Schiffen künftig groß genug für einen Menschen sein mussten. Beim Hafenbrand von Hoboken 1900 handelt es sich um den schwersten und verlustreichsten Großbrand in den Vereinigten Staaten in jenem Jahr.

## DieSaalenach dem Brand
Das Wrack der Saale wurde nach dem Brand gehoben, restauriert und mit neuer Maschinerie versehen. 1901 kaufte die in New York ansässige Luckenbach Transportation & Wrecking Company das Schiff, nannte es in J. L. Luckenbach um und setzte es als Frachtschiff ein.
Während des Ersten Weltkriegs, am 19. Oktober 1917, wurde die J. L. Luckenbach 160 Meilen westlich der Insel Ouessant im Golf von Biskaya von dem deutschen U-Boot U 62 angegriffen und drei Stunden lang beschossen. Ihre Ladung ging in Flammen auf. Der amerikanische Zerstörer Nicholson kam der J. L. Luckenbach zu Hilfe, jagte das U-Boot in die Flucht und half beim Löschen des Feuers. Beide Schiffe erreichten am 21. Oktober sicher den Hafen von Le Havre. Es gab zwar neun Verwundete, aber keine Toten.
1919 wechselte das Schiff wieder seinen Eigner, als es in den Besitz der Luckenbach Steamship Company Inc. in New York überging. 1922 wurde sie in Princess umbenannt. Im darauf folgenden Jahr kaufte Archibald M. Ostrom die Princess und taufte sie in Madison um. 1924 wurde das 38 Jahre alte Schiff schließlich in Genua abgewrackt.